# 使節遵行
使節遵行（しせつじゅんぎょう）とは、中世日本において、不動産をめぐる訴訟（所領相論）に対し幕府が発した裁定を執行するための現地手続きをいう。使節遵行の制度は鎌倉時代に始まった。室町時代初頭には 守護の権能に加えられ、守護の権限強化へとつながり、守護大名の登場および守護領国制成立への契機となった。

## 沿革
鎌倉時代に入ると、従来から存在した王朝（朝廷・公家）の法令（公家法・本所法など）以外にも新たに登場した鎌倉幕府によって、右大将家（源頼朝）以来の判例の蓄積や御成敗式目の成立など、武家固有の法令（武家法）が構築されていった。そうした中で、武士は所領の知行権などをめぐる訴訟（所務沙汰）において幕府による裁定が下された後も、当時の社会で容認されていた自力救済慣行を背景として、必ずしも幕府裁定に従わず、自らの実力を行使して所領知行権を確保しようとする傾向があった。 	 
そこで鎌倉幕府は、争論とは中立な御家人2人1組を使節に任じ現地へ派遣することによって、所領相論に係る裁定を現地で強制執行(遵行)することとした。この現地へ派遣された御家人使者を両使（りょうし）と呼んだ。これが使節遵行の由来である。 	 
鎌倉時代後期になると、幕府が直接両使を派遣することに代えて、守護に施行状で下達し、守護が使節を選定し遵行状に基づき遵行を実施するようなケースも見られるようになる。 	 
室町時代初頭の貞和2年（1346年）、南北朝の争乱が続く中で、室町幕府は守護の権能を強化することで治安を確保することを企図し、守護に使節遵行権および刈田狼藉の検断権を直接付与する法令を発した。これにより守護は、幕府の裁定を執行するため、使節を現地へ派遣し所領知行権の譲渡やそれに対する妨害排除を実施することができるようになった。以後、守護は国内の所領紛争へ介入する権限を獲得することとなり、次第に国内の荘園・公領への支配を強めていき、また国内の地頭・国人・名主らを被官に組み込むなど自らの影響下へ置いていった。そして、室町期守護は守護大名という立場へと成長していき、国内に守護領国制と呼ばれる支配体制を布いていった。 	 
なお、使節遵行が始まった鎌倉後期以降、使節遵行に係る費用は相論当事者である荘園領主の負担とされた。